# Lista de episódios de Seitokai Yakuindomo
Está é uma lista de episódios do anime Seitokai Yakuindomo.
| Episódio | Episódio | Subtítulos                           | Rōmaji                                           | Tradução em Português                                   | Data de Exibição       |
| -------- | -------- | ------------------------------------ | ------------------------------------------------ | ------------------------------------------------------- | ---------------------- |
| #1       | A        | 桜の木の下で                         | Sakura no Ki no Shita de                         | Sob a Árvore de Cerejeria                               | 3 de Julho de 2010     |
| #1       | B        | 毎回続くのこの感じ!?                 | Maikai Tsuzuku no Kono Kanji!?                   | Será Que Vai Continuar Esse Sentimento?!                | 3 de Julho de 2010     |
| #1       | C        | とりあえず脱いでみようか             | Toriaezu Nuide Miyō ka                           | Por Agora, Tente Tirar a Roupa                          | 3 de Julho de 2010     |
| #2       | A        | 時に君はSかMか?                      | Toki ni Kimi wa S ka M ka?                       | A Propósito, Você é S ou M?                             | 10 de Julho de 2010    |
| #2       | B        | ならば君のその力を試させてもらおう   | Naraba Kimi no Sono Chikara wo Tamesasete Moraō  | Neste Caso, Eu Vou Testar Sua Força                     | 10 de Julho de 2010    |
| #2       | C        | きらきらと輝くこいつはお主のなんだ?  | Kirakira to Kagayaku Koitsu wa Onushi no Nan da? | O Que é Essa Coisa Brilhante de Vocês                   | 10 de Julho de 2010    |
| #3       | A        | 我ながら見事な包み具合だ             | Ware Nagara Migoto na Tsutsumi Guai da           | Devo dizer, Está Muito Bem Embrulhado                   | 17 de Julho de 2010    |
| #3       | B        | 会長!もっと裾を広げちゃってください! | Kaichō! Mottosuso wo Hirogechatte Kudasai!       | Presidente, Abra Mais Suas Pernas!                      | 17 de Julho de 2010    |
| #3       | C        | もう満腹なのか!?                     | Mō Manpuku na no ka!?                            | Você Já Está Cheio!?                                    | 17 de Julho de 2010    |
| #4       | A        | だから見えないところで着崩してる     | Dakara Mienai Tokoro de Kikuzushiteru            | Então, Meu Vestido Descuidado com Lugares Invisíveis    | 24 de Julho de 2010    |
| #4       | B        | おめでたー                           | Omedetā                                          | Parabéns–                                               | 24 de Julho de 2010    |
| #4       | C        | だから私はここまででいい             | Dakara Watashi wa Kokomade deii                  | Então, Eu Estarei Bem Assim                             | 24 de Julho de 2010    |
| #5       | A        | お尻、大変でしょ?                    | Oshiri, Taihendesho?                             | Sua Bunda Não Está Doendo?                              | 31 de Julho de 2010    |
| #5       | B        | 欲求不満なだけだ!                    | Yokkyū Fuman na dake da!                         | Eu Apenas Estou Frustrado!                              | 31 de Julho de 2010    |
| #5       | C        | 私もパンをくわえて登校しなきゃ!      | Watashi mo Pan wo Kuwaete Tōkō Shinakya!         | Eu Tenho Que Ir para a Escola com o Pão na Boca Também! | 31 de Julho de 2010    |
| #6       | A        | 津田くんは読まないわ!使うのよ!       | Tsuda-kun wa Yomanaiwa! Tsukau no yo!            | Tsuda-kun não Vai Lê-lo! Ele Vai Usá-lo!                | 7 de Agosto de 2010    |
| #6       | B        | 受けがあるなら攻めがあるだろー!      | Uke ga Arunara Seme ga Aru darō!                 | Se Houver um Passivo, Então Tem que Haver um Ativo!     | 7 de Agosto de 2010    |
| #6       | C        | いや、服は着て来い                   | Iya, Fuku wa Kite Koi                            | Não, Venha Vestida                                      | 7 de Agosto de 2010    |
| #7       | A        | だんだん大きくなってくわ             | Dandan Ōkiku natteku wa                          | Está Crescendo Lentamente                               | 14 de Agosto de 2010   |
| #7       | B        | 津田君はボーイズラブ                 | Tsuda-kun wa Bōizu Rabu                          | Tsuda-kun em um Amor de Garotos                         | 14 de Agosto de 2010   |
| #8       | A        | あ?!お前は朝のイチゴパンツ           | A? Omae wa Asa no Ichigopantsu                   | Oh? Você é a Calcinha de Morango Desta Manhã            | 21 de Agosto de 2010   |
| #8       | B        | 筆おろしが流行るかもしれん           | Fudeoroshi ga Hayaru Kamoshiren                  | Sua Primeira Vez o Tornará Popular                      | 21 de Agosto de 2010   |
| #8       | C        | みんなの分まで私が戦う!              | Min'na no Bun made Watashi ga Tatakau!           | Eu Lutarei Pelos Outros!                                | 21 de Agosto de 2010   |
| #9       | A        | いくらで買います?                    | Ikura de Kaimasu?                                | Quantos Você Vai Comprar?                               | 28 de Agosto de 2010   |
| #9       | B        | なるほど!関係ないな俺たち!           | Naruhodo! Kankeinai na Oretachi!                 | Eu Vejo! Nós Não Temos Nada Para Fazer Com Isso!        | 28 de Agosto de 2010   |
| #9       | C        | ベネズエラ                           | Benezuera                                        | Venezuela                                               | 28 de Agosto de 2010   |
| #10      | A        | メイドは見た!お嬢様の淫らな（略）    | Meido wa Mita! Ojō-sama no Midarana (Ryaku)      | A Empregada Viu! A Ojou-sama sensual (Omissão)          | 4 de Setembro de 2010  |
| #10      | B        | 俺にそんなキャラ設定はない           | Ore ni Son'na Kyara Settei wa Nai                | Eu Não Tenho Nenhum Personagem Assim                    | 4 de Setembro de 2010  |
| #10      | C        | 私でよければ付き合うが               | Watashi de Yokereba Tsukiau ga                   | Se Estiver Tudo bem, Eu Vou com Você                    | 4 de Setembro de 2010  |
| #11      | A        | それは津田君の使用済みティッシュ     | Sore wa Tsuda-kun no shiyō-zumi tisshū           | Este é o Lenço Usado do Tsuda-kun                       | 11 de Setembro de 2010 |
| #11      | B        | 下着もつけたほうがいい?              | Shitagi mo Tsuketa Hō ga ii?                     | Eu Devo Por Uma Roupa de Baixo?                         | 11 de Setembro de 2010 |
| #11      | C        | サンタさんの性癖                     | Santa-san no Seiheki                             | Os Desejos Sexuais do Papai Noel                        | 11 de Setembro de 2010 |
| #12      | A        | 一般的な恥じらいです                 | Ippanteki na Hajirai desu                        | É Geralmente Constrangedor                              | 18 de Setembro de 2010 |
| #12      | B        | 制服は半脱ぎが相場だよ               | Seifuku wa Han Nugi ga Sōba dayo                 | Uniformes Escolares são Melhores Quando Meio-Vestidos   | 18 de Setembro de 2010 |
| #12      | C        | 君なりの露出プレイじゃなかったのか?  | Kimi nari no Roshutsu Purei Janakatta no ka?     | Essa não Foi Sua Versão de Exibicionismo?               | 18 de Setembro de 2010 |
| #13      | A        | 生徒会役員共!乙!                     | Seitokai Yakuindomo! Otsu!                       | Seitokai Yakuindomo! Bom Trabalho!                      | 25 de Setembro de 2010 |